# Port lotniczy Dahlak
Port lotniczy Dahlak (ICAO: HHDC) – krajowy port lotniczy położony na wyspie Dahlak w Erytrei.